# Al-Adli
Al-Adli (arabisch العدلي, DMG al-ʿAdlī; * um 800; † um 870) lebte in Arabien und war vermutlich der stärkste Schachspieler seiner Zeit. Er trug den Beinamen ar-Rumi.
Als die Araber Mitte des 7. Jahrhunderts Persien eroberten, lernten sie auch das Chatrang kennen, das persische Schachspiel. Arabische Autoren zeigten leidenschaftliches Interesse für dieses Spiel, sie verfassten die ersten Bücher über die Theorie des Schach und seine Berührungspunkte mit der Mathematik.
Zugleich erprobten sich die Araber im praktischen Spiel, das noch nach anderen Regeln gespielt wurde. So gab es zum Beispiel noch keine Rochade und auch keine Dame, und der Kampfwert des Königs war viel höher. Mit der Ausbildung der Eröffnungslehre traten die ersten Berufsschachspieler auf. Entsprechend ihrer Spielstärke wurden sie in mehrere Kategorien aufgeteilt. Einer davon war al-Adli. Er war ein „Spieler der höchsten Kategorie“ und im Jahr 842 sogar der einzige Spieler in dieser Klasse. Aber 847 verlor er bei Kalif al-Mutawakkil einen Wettkampf gegen ar-Razi, der ihn in der Rolle des stärksten Spielers ablöste.
Sein verschollenes Buch Kitab asch-Schatrandsch, das auf das Jahr 842 datiert, wurde häufig von anderen arabischen Schatrandsch-Autoren zitiert. Es enthielt Informationen zur Geschichte des Schatrandsch, Eröffnungen (Tabijen), Endspiele sowie hunderte Mansuben.

## Komposition
Aus dem Gebiet der Schachmathematik ist eine Springerwanderung erhalten geblieben.